# Catedral de Gurk

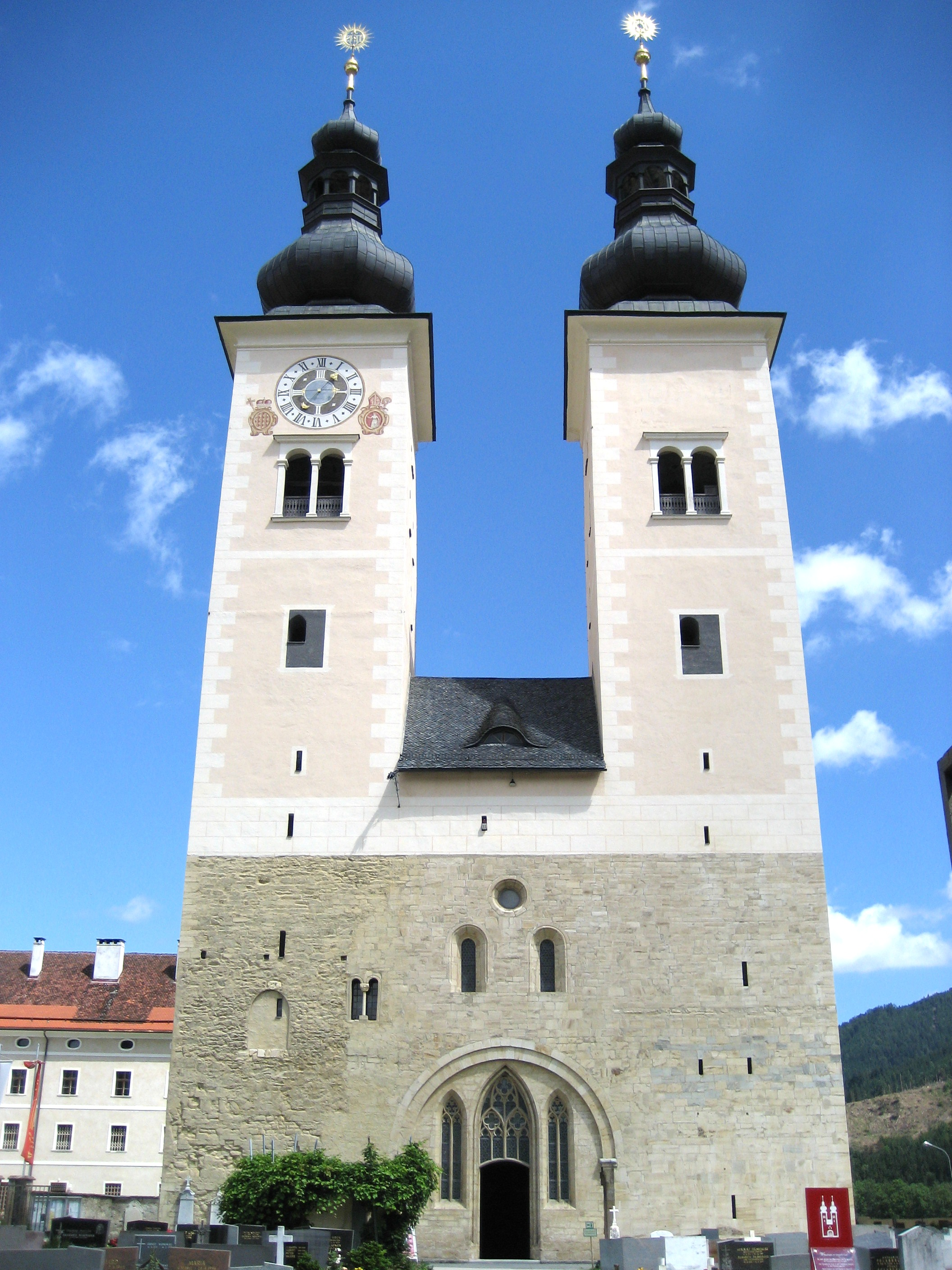
La catedral de Gurk.

La catedral de Gurk es una basílica localizada en el pueblo de Gurk, Austria, construida entre los años 1140 y 1200. Es considerada como una de las más representativas iglesias románicas de Europa. Tiene una fachada orientada al oeste, con dos campanarios, una nave, una cripta y tres ábsides. Pertenece a la diócesis de Gurk.
La cripta, con 100 columnas, es la parte más antigua de la catedral. En 1174, las reliquias de santa Ema de Gurk fueron colocadas allí.